# Concertos pour clavecin de Bach
Les Concertos pour clavecin, BWV 1052-1065, sont des concertos pour clavecin, cordes et continuo composés par Jean-Sébastien Bach. Ils comprennent sept concertos pour un clavecin (BWV 1052-1058), trois concertos pour deux clavecins (BWV 1060-1062), deux concertos pour trois clavecins (BWV 1063-1064) et un concerto pour quatre clavecins (BWV 1065).
Bach est l'un des précurseurs du genre du concerto pour clavier. Dès 1721, le concerto brandebourgeois no 5 (BWV 1050) comporte une importante partie soliste pour le clavecin. A partir de 1726, il utilisa l'orgue comme instrument soliste dans plusieurs sinfonias de ses cantates. La main gauche doublait alors la basse continue avant de devenir progressivement plus autonome.
Il était prévu que douze concertos pour un clavecin soient composées, en deux cahiers de six. Le huitième (BWV 1059) est cependant resté inachevé et il ne reste aucune trace des quatre derniers. Bach a composé par ailleurs des concertos pour deux, trois et quatre claviers. Ne sont pas considérées ici des transcriptions pour clavecin solo d'ouvrages de différents compositeurs : les 16 concertos pour clavecin solo BWV 972-987. Le Concerto italien (BWV 971), contrairement à ce que peut laisser entendre son nom, est une œuvre pour clavecin seul.
Ces concertos sont joués de nos jours au clavecin, au piano-forte ou au piano. Bach disposait probablement dès 1733 du second instrument au sein de l'orchestre qu'il dirigeait (le Collegium Musicum de Leipzig) et il n'est donc pas exclu qu'il ait pensé à celui-ci lors de la composition de certains de ces concertos.
La plupart de ces concertos sont des adaptations de pièces plus anciennes, parfois perdues. Ils possèdent tous une structure identique : mouvements vif-lent-vif, et une durée comparable (environ une vingtaine de minutes).

## Concertos pour un clavecin

### Le cahier de six concertos
Les concertos BWV 1052-1057 ont été conçus pour former une collection de six concertos, ainsi qu'indiqué dans le manuscrit selon l'habitude de Bach par la mention "J.J." (Jesu juva, "Jésus, aide-moi") au début et "Finis. S. D. Gl." (Soli Deo Gloria) à la fin. En dehors des concertos brandebourgeois, il s'agit de la seul collection de ce type dans toute l'œuvres de Bach, et c'est son seul recueil de concertos datant de la période de Leipzig.

#### Concertono1 en ré mineur BWV 1052
Il provient probablement d'une partition plus ancienne pour violon, aujourd'hui perdue. Il en reprendra par la suite les thèmes dans les sinfonia(s) (sinfonie) des cantates BWV 146 (Wir müssen durch viel Trübsal) et 188 (Ich habe meine Zuversicht). Son fils Carl Philipp Emanuel Bach reprend son écriture, puis Bach, lui-même, aux environs de 1738 pour la version définitive.
- Allegro
- Adagio
- Allegro

#### Concertono2 en mi majeur BWV 1053
Il provient également d'une partition plus ancienne et a été remaniée autour de l'année 1738. Ses thèmes ont été repris dans les cantates BWV 49 et 169.
- (Allegro)
- Alla Siciliana
- Allegro

#### Concertono3 en ré majeur BWV 1054
Il s'agit de la transcription de la partition du concerto pour violon BWV 1042
- (Allegro)
- Adagio e piano sempre
- Allegro

#### Concertono4 en la majeur BWV 1055
Il utilise un continuo séparé, comprenant un clavecin ou un théorbe. Contrairement aux autres concertos, Bach ne semble pas avoir repris de thèmes dans ses cantates.
- Allegro
- Larghetto
- Allegro ma non tanto

#### Concertono5 en fa mineur BWV 1056
Les mouvements extrêmes proviendraient d'un concerto perdu pour violon en sol mineur, tandis que le mouvement central pourrait par contre être issu d'un modèle avec hautbois soliste qui, probablement, était en fa majeur et constituait le mouvement central d'un concerto pour hautbois en ré mineur. Ce mouvement lent a également été utilisé par Bach dans sa sinfonia introductive de la cantate BWV 156 "Ich steh mit einem Fuß im Grabe".
- Allegro
- Largo
- Presto

#### Concertono6 en fa majeur BWV 1057
Il provient d'une réécriture du quatrième concerto brandebourgeois.
- Allegro
- Adagio
- Allegro assai

### Le cahier inachevé
Les concertos BWV 1058 et 1059 sont situés à la suite des précédents dans le manuscrit, mais ils font partie d'une tentative antérieure pour composer une collection de six concertos, laissée inachevée.

#### Concertono7 en sol mineur BWV 1058
Il s'agit probablement du premier concerto achevé, inspiré du concerto pour violon BWV 1041
- Allegro
- Andante
- Allegro assai

Bach ne continua pas le second cahier pourtant préfacé de son célèbre J.J ; il abandonna l'écriture du concerto n° 8, BWV 1059, dont il ne subsiste que dix mesures ainsi qu'une citation dans la cantate BWV 35. Néanmoins, ce concerto a fait l'objet d'une "reconstruction" de la part de Gustav Leonhardt, qui figure dans son intégrale. (Allegro - Adagio - Presto)

## Concertos pour plusieurs clavecins

### Concertos pour deux clavecins

#### Concerto en ut mineur BWV 1060
- Allegro
- Largo ovvero Adagio
- Allegro

#### Concerto en ut majeur BWV 1061
- Allegro
- Adagio ovvero Largo
- Fuga

#### Concerto en ut mineur BWV 1062
- Vivace
- Andante
- Allegro assai

### Concertos pour trois clavecins

#### Concerto en ré mineur BWV 1063
- Vivace
- Alla Siciliana
- Allegro

#### Concerto en ut majeur BWV 1064
- Allegro
- Adagio
- Allegro

### Concerto pour quatre clavecins

#### Concerto en la mineur BWV 1065
- Allegro
- Largo
- Allegro

Bach fut tout autant « transcrit » que « transcripteur », ce concerto est une transcription pour quatre clavecins du Concerto pour 4 violons en si mineur de L'estro armonico d'Antonio Vivaldi (op. 3 no 10 RV 580).

## Dans la culture
- 1966 : Galia de Georges Lautner (largo du BWV 1056)
- 1972 : Abattoir 5 de George Roy Hill (largo du BWV 1056 par Glenn Gould)
- 1975 : Barry Lyndon de Stanley Kubrick (largo du BWV 1060)
- 1978 : L'Arbre aux sabots d'Ermanno Olmi (largo du BWV 1056 - adaptation pour orgue seul)
- 1988 : Les Liaisons dangereuses de Stephen Frears (BWV 1065)
- 2001 : Lara Croft : Tomb Raider de Simon West (largo du BWV 1056 - adaptation pour piano seul)
- 2014 : Week-ends d'Anne Villacèque (BWV 1065 - au piano) - scènes de retrouvailles
- 2016 : La Fille de Brest d'Emmanuelle Bercot (BWV 1065 - au piano) - scènes finales et générique de fin

## Source
- (en) Cet article est partiellement ou en totalité issu de l’article de Wikipédia en anglais intitulé « Keyboard concertos by Johann Sebastian Bach » (voir la liste des auteurs).